# Кожанци
Кожанци (единствено число кожанец, кожанка, на гръцки: Κοζανίτες, козанитес) са жителите на град Кожани, Егейска Македония, Гърция. Това е списък на най-известните от тях.

## Родени в Кожани
А — Б — В — Г — Д –
Е — Ж — З — И — Й –
К — Л — М — Н — О –
П — Р — С — Т — У –
Ф — Х — Ц — Ч — Ш –
Щ — Ю — Я

### А
- Ава Галанопулу (р. 1967), гръцка актриса
- Ана Диамандопулу (р. 1959), гръцки политик от ПАСОК, депутат, еврокомисар
- Атанасиос Дяфас (1884 - 1968), гръцки поет[1]

### Г
- Георг Йоханес Караянис, прапрадядо на Херберт фон Караян
- Георгиос Касапидис (р. 1971), гръцки политик
- Георгиос Корделас (р. 1959), гръцки режисьор
- Георгиос Ласанис (1793 – 1870), гръцки учен и политик
- Григориос Паракименос, гръцки общественик и лекар
- Георгиос Русиадис (1783 – 1852), гръцки учен
- Георгиос Сакелариос (1765 – 1838), гръцки учен, лекар и революционер

### Д
- Димитриос Константину, зограф от XVIII век, автор на иконата „Света Богородица Врефократуса“ (1743) от Завордския манастир[2]

### Й
- Йоанис Цондзас (? – 1824), гръцки революционер
- Йоанис Теофилактос (р. 1974), гръцки политик

### К
- Константий Русис (? – 1941), гръцки духовник

### М
- Меркурис Кирацус (1925 – 1990), гръцки политик от ПАСОК
- Михаил Пердикарис (1766 – 1828), гръцки учен и лекар
- Михалис Папаконстантину (1919 – 2010), гръцки политик от Нова демокрация

### Н
- Николаос Купарусос (1888 - 1966), гръцки политик
- Николаос Малутас, гръцки адартски деец
- Николаос Цярционис (р. 1950), гръцки политик

### О
- Одисе Паскали (1903 – 1985), албански скулптор

### П
- Павлос Папасиопис (1906 - 1978), гръцки писател[3]
- Параскевас Кукулопулос (р. 1956), гръцки политик

### С
- Стерьос Димитриу, гръцки зограф
- Ставрула Ксулиду (р. 1965), гръцки политик

### Т
- Тома Костич Хеким (4 април 1778 - 9 октомври 1848), сръбски политик[4]

### Х
- Харисиос Мегданис (1768 – 1823), гръцки писател и лекар
- Харитон Тумбас (р. 1975), гръцки духовник

## Починали в Кожани
- Атанас Попов (1871 – 1925), български революционер
- Павел Мавчев (1875 – 1925), български революционер

## Свързани с Кожани
Вижте списъка на кметовете на Кожани.
- Николас Асимос (1949 – 1988), виден гръцки композитор и певец, по произход от Кожани